# Programul Lunohod

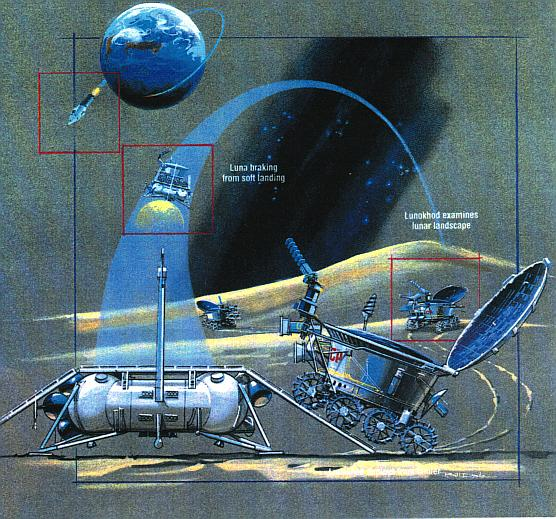
Diagrama misiunii Lunohod

Programul Lunohod (rusă: Луноход) sau Proiect E-8 (Проект Е-8) a fost o serie de vehicule spațiale robotice sovietice (1969-1977), concepute pentru a se deplasa pe Lună. Vehiculul 1969 Lunohod 1A a fost distrus în timpul lansării, 1970 Lunohod 1 și 1973 Lunohod 2 au coborât pe solul lunar, iar Lunohod din 1977 nu a fost niciodată lansat. Misiunile de succes Lunohod au funcționat concomitent cu programele Zond (1967-1970) și Luna (1959-1976).